# Nokia 6233
Le Nokia 6233 est un téléphone créé par Nokia. C'est le successeur du 6230i. Ce téléphone de troisième génération exploite la plate-forme Series 40 de Nokia, basé sur Symbian OS. Le téléphone intègre deux haut-parleurs le rendant parfait pour écouter de la musique.
Par rapport aux précédents modèles, il a certaines restrictions au niveau de l'interface utilisateur comme l'impossibilité de changer le contraste ou la fonction contre-jour. Il y a eu aussi une édition appelée Music Edition vendue en Asie avec un amplificateur, une carte microSD de 512 mégaoctets et une fonction pour transmettre de la musique à une chaîne hi-fi par Bluetooth. Le 11 avril 2007, un nouveau firmware a mis à jour quelques fonctions telles que le support d'oreillette.
Le téléphone sait lire différents formats de musique tels que l'AAC (employé par les iPods), le MP3 ou encore le WMA. Le lecteur MP3 fourni avec le téléphone montre uniquement la liste des chansons, et sur une plus grande carte de mémoire, le lecteur multimédia peut être lancé directement depuis le dossier, n'éteint pas la lumière et ne permet pas aux touches d'être verrouillées.
Celui-ci inclut un écran QVGA à 262 144 couleurs, un appareil photo de deux mégapixels avec un zoom 8x. Il peut prendre des vidéos en VGA et les sauver en 3GP. Les photos prises peuvent être envoyées à une borne photo pour les imprimer.
Le Nokia 6234 est similaire au Nokia 6233 mais spécialisé pour les réseaux Vodafone. Mais, celui-ci peut être déverrouillé pour les autres réseaux.